# Amrapur, Devadurga
Amrapur là một làng thuộc tehsil Devadurga, huyện Raichur, bang Karnataka, Ấn Độ.